# Vlajka Českých Budějovic

Vlajka Českých Budějovic
Poměr stran: 2:3

Vlajka Českých Budějovic, statutárního a krajského města Jihočeského kraje, je tvořena listem o poměru stran 2:3 s dvěma vodorovnými pruhy – žlutým a červeným.

## Historie
Město České Budějovice nechal založit český král Přemysl Otakar II. v roce 1265. Obvykle uváděným datem založení je 10. březen (den, kdy dominikáni převzali parcelu pro stavbu nového kláštera).
Českobudéjovická městská vlajka je druhá nejstarší doložená vlajka v Čechách (nejstarší je vlajka západočeského města Stříbra). První zmínka o českobudějovické vlajce pochází z roku 1401, kdy byly měšťanu Prundlovi vyplaceny z městské pokladny 2 kopy grošů za „praporce neb korouhve” a v roce 1406 dalších 10 grošů za „praporec neb korouhev”. 7. října 1479 polepšil český král Vladislav Jagellonský městský znak a povolil, že může být užíván na korouhvích, praporcích, štítech, při slavnostních příležitostech atd.
V průběhu 15. až 18. století existují poměrně četné zmínky o užívání českobudějovických městských praporů, podoba však není známa. Zřejmě byl na praporech městský znak, nebo se jednalo o pruhy látky v městských barvách. O těch jsou zprávy až v mladších zdrojích, zřejmě se jednalo o kombinaci červené a bílé (stříbrné). Červeno-bílý prapor dokládá kronika o návštěvě města císařem Karlem VI. roku 1732.
Na rozdíl od srovnatelně velkých měst bylo užívání barev a praporů v 19. století přerušeno. Např. před II. světovou válkou, na dotaz obchodního řetězce Brouk a Babka, který chtěl městskou vlajku využít v reklamě, odpověděl archivář Miroslav Burian 13. února 1933, že „město nemá zvláštní vlajky”.
O čtyři roky později si městské zastupitelstvo vyžádalo posudek archiváře Buriana o historických barvách města. Ten odpověděl, že šlo o červeno-bílo-žluté barvy (zřejmě na základě šňůry přivěšené na pečeti listiny soukenického cechu z roku 1563). Na tomto základě byly 30. listopadu 1937 zastupitelstvem schváleny barvy červená, bílá a žlutá jako oficiální barvy města. Toto schválení však vyznělo do ztracena, barvy se v praxi nepoužívaly. Po II. světové válce se začalo uplatňovat spojení červené a žluté barvy, např. v hlavičce formuláře domovního listu z roku 1947 nebo na nových tabulkách s orientačními čísly domů z roku 1955.
Při příležitosti oslav 700. výročí založení města v roce 1965 navrhla přípravná komise vlajky (shodné se současnou), které byly použity v září ve slavnostním průvodu, poté se však již zřejmě neužívaly.
Miroslav Beneš, 2. primátor Českých Budějovic (v letech 1994–1998) po listopadu 1989 uložil vedoucímu vnitřních věcí, aby zajistil obnovení městské vlajky. V letech 1994–1996 vzniklo přes tři desítky návrhů. V roce 1996 připravil vedoucí odboru vnitřních věcí úřadu města Pavel Hájek do připomínkového řízení 12 variant k posouzení odborníkům, kterými byli:
- Ředitel okresního archivu Dr. Vlastimil Kolda
- Numismatik Jihočeského muzea Dr. Jiří Chvojka
- Konzervátor Karel Kakuška
- Heraldik PhDr. Pavel R. Pokorný

21. srpna 1996 konstatovala městská rada, že vlajka je tvořena listem o poměru stran 2:3 se žlutým a červeným pruhem. Toto odbor vnitřních věcí zapracoval do závazné vyhlášky č.19/1998 o městských symbolech. Zastupitelstvo města tuto vyhlášku schválilo 13. března 1997. Vyhláška stanovila, že vlajky mohou užívat městské orgány a městem zřizované a spravované organizace, ostatní právnické a fyzické osoby mohou vlajku užívat po souhlasu rady města.
26. září 1996 (o půl deváté večer) byla vlajka vyvěšena na průčelí radnice v rámci Slavnosti fontány za účasti primátora Beneše.
26. května 2005 schválilo zastupitelstvo novelu č. 6/2005 (s účinností od 17. června). Vyhláška č. 9 /2005 (usnesení č. 238/2005 ) z 10. listopadu 2005 (účinná od 1. prosince) již nevyžadovala souhlas rady s užíváním městské vlajky (na důstojné užíti však dozírá odbor vnitřních věcí českobudějovického magistrátu).

## Shodné vlajky
Vlajka Českých Budějovic je shodná s vlajkou hl. města Prahy. Zřejmě proto není uvedena v Registru komunálních symbolů (Rekosu}.